# Diclorobenzè
Els diclorobenzens són uns composts aromàtics que contenen dos àtoms de clor units a l'anell aromàtic del benzè. Segons la posició relativa dels dos àtoms de clor, el compost és anomenat orto-diclorobenzè, meta-diclorobenzè o para-diclorobenzè, i tenen per fórmula respectivament:

L'orto-diclorobenzè.
El meta-diclorobenzè.
El para-diclorobenzè.

Tots ells tenen propietats físiques diferents; els dos primers són líquids, en canvi, el tercer és sòlid (punt de fusió: 53 °C). El para-diclorobenzè o 1,4-diclorobenzè és una substància formada per cristalls incolors o blancs i posseeix una olor característica molt intensa.
Són obtinguts per cloració del benzè, en presència del clorur d'alumini que actua com a catalitzador i es forma una mescla dels tres isòmers. Hom utilitza l'isòmer para-d especialment com a insecticida per a combatre les arnes i l'orto-d com a dissolvent.